# تایباد
تایْباد از شهرهای ایران در استان خراسان رضوی و مرکز شهرستان تایباد است. این شهر در شرق استان خراسان رضوی و در نزدیکی مرز ایران و افغانستان قرار دارد. 
نام شهر برگرفته از تایب‌آباد بوده و تایباد خلاصه شدهٔ آن است. این شهر در ۶۰ کیلومتری جنوب تربت جام و ۲۲۵ کیلومتری جنوب شرقی مشهد واقع شده‌است. ارتفاع این شهر از سطح آب‌های آزاد ۸۰۶ متر گزارش شده‌است. این شهر در مسیر ارتباطی تربت جام و فریمان به مشهد متصل می‌شود. مردم تایباد پارس و آریایی هستند و به زبان پارسی به گویش تایبادی سخن می‌گویند.

## جمعیت
بر پایه سرشماری عمومی نفوس و مسکن در سال ۱۳۹۵ جمعیت این شهر ۵۶٬۵۶۲ نفر (در ۱۴٬۹۹۶ خانوار) با ترکیب جمعیتی ۲۸٬۹۸۱ نفر مرد و ۲۷٬۵۸۱ نفر زن بوده‌است.

## مشاهیر
علی بن حسن باخرزی فقیه شافعی،نویسنده و شاعر عربی
سیف الدین باخرزی،شاعر و صوفی قرن 6 و7 
زین الدین ابوبکر تایبادی،صوفی و شاعر
صولت السلطنه هزاره، سیاستمدار و نماینده مجلس قبل از انقلاب اسلامی 
ابوالمشعر مالینی، محدث
ابوالمفاخر یحیی باخرزی، صوفی و نگارنده کتاب اوراد الاحباب و فصوص الآداب

## اماکن تاریخی، آثار باستانی و جهانگردی

### آثار ثبت‌شده
مقبره ی بزرگ محسن موسوی